# Réserve (Boltanski)
Pour les articles homonymes, voir Réserve.
Réserve est une installation  de Christian Boltanski composée de tissus, de lampes et datée de 1990.

## Description
Réserve est présentée dans une pièce avec des murs blancs. Les murs de cette pièce sont recouverts de vieux vêtements, qui semblent répartis en plusieurs étages. Ces vêtements sont éclairés par des lumières fixées au sommet des étagères. Cette installation est composée de : différents textiles, lampes de bureau, étagères en métal.
 (mai 2011).
- Si vous ne connaissez pas le sujet, laissez ce bandeau (vous pouvez alors contacter les auteurs).
- Si vous supprimez le contenu mis en cause (vous pouvez préalablement contacter les auteurs),

argumentez précisément cette suppression dans la page de discussion
(un manque de référence n'est pas un argument ; une recherche réelle de référence doit avoir été effectuée, être formellement documentée).
Cette œuvre a été présentée dans un environnement muséal, le Musée national d'Art moderne (centre Georges Pompidou) à Paris, lors d'une exposition en 1990. Une œuvre proche, "la Réserve du musée des enfants" est actuellement présentée au musée d'art moderne de la ville de Paris.  À la vue de Réserve, le regard est immédiatement captivé par les vêtements. Il y en a une grande quantité, et l'effet de masse est accentué par le fait qu'ils sont superposés les uns aux autres. Il n'y a pas de vide : les vêtements deviennent en quelque sorte les nouveaux murs de la salle. Cela évoque l'atmosphère calfeutrée de Plight de Joseph Beuys (1985). On remarque ensuite les lampes de bureau disposées au-dessus des vêtements. Leur faible luminescence évoque des guirlandes de noël un peu pâles. Réserve sécrète une sorte de nostalgie morbide. Boltanski est fidèle à ses principes, il s'intéresse à la "petite mémoire, la mémoire affective" : pour traiter un sujet aussi dramatique que celui des victimes de la Seconde Guerre Mondiale, il utilise des vêtements, c'est-à-dire des objets tout à fait ordinaires. Plutôt que de jouer sur la grandiloquence (voir le Mémorial aux Juifs assassinés d'Europe de Peter Eisenman à Berlin), Boltanski touche le spectateur en se rapprochant de lui, en lui montrant des éléments "quotidiens". Christian Boltanski réfléchit à la symbolique de chaque élément. Les lampes ressemblent à des bougies, et insufflent l'idée de la religion : pourquoi Boltanski donne-t-il ce caractère sacré à Réserve ? La vieillesse des vêtements pose inévitablement une autre question : à qui ont-ils appartenu ? L'odeur de ces vieux tissus intrigue également : pourquoi intégrer une dimension olfactive dans cette pièce ? Ces questions constituent un cheminement qui amène le spectateur à la compréhension, à la sensation, de Réserve. Comme souvent chez Boltanski, la dualité entre absence et présence est au centre de l'œuvre. Une œuvre antérieure, intitulée Réserve Canada (1988) offre une réponse plus explicite à ces questionnements : la pièce de Réserve Canada était une référence directe aux entrepôts que les Nazis utilisaient pour stocker les possessions des personnes déportées. Réserve y fait aussi allusion et on en revient à l'autre obsession de Boltanski, celle des massacres perpétrés par les Nazis durant la Seconde Guerre Mondiale, et plus particulièrement les persécutions contre les Juifs que Boltanski, alors enfant, et sa famille ont subies. Le corps est un élément capital de Réserve. En effet, cette installation évoque non seulement les corps des enfants qui ont porté les vêtements, mais elle stimule par ailleurs le corps du spectateur qui est immergé dans une salle silencieuse, étrange à cause de son odeur entêtante et des vêtements surannés fixés aux murs. Réserve est donc une installation qui fait plus que s'adapter à la salle d'exposition, elle la transforme en une sorte de friperie mélancolique dans laquelle tous les sens sont sollicités. Cette œuvre trouve d'ailleurs un écho étrange aujourd'hui, où la mode des vêtements "vintages" est de plus en plus populaire. 
Réserve se démarque des œuvres picturales de Christian Boltanski, comme ses Saynètes comiques par l'absence totale d'un ton humoristique. En revanche Réserve est assez proche des autres installations de Boltanski, aussi bien sur le plan esthétique, avec la présence d'objets récurrents comme les lampes de bureau, que sur le plan thématique, avec l'obsession de la mort et les références plus ou moins voilées à l'holocauste.